# 宁芙号护卫舰
宁芙号是宁芙级护卫舰的首舰，也是普鲁士海军建造的第一艘蒸汽护卫舰，得名于希腊神话人物宁芙。作为19世纪60年代普鲁士大规模造舰计划的一部分，该舰于1862年1月开始在但泽王国船厂铺设龙骨，1863年4月下水，至同年11月交付使用。为了能在海外长期部署，宁芙号的设计结合了蒸汽和风帆动力以扩大航程，并装备有十门36磅和六门12磅滑膛炮。它最初被定型为平甲板护卫舰，自1884年起又重归类为巡洋护卫舰。
入役后不久，宁芙号便于1864年参加了普丹战争中的亚斯蒙德海战。在这场战斗中，它与一艘丹麦巡防舰交火，并遭到约70次命中，但并未严重受损。当1866年的普奥战争爆发时，该舰正在地中海巡航，因此未及被召回参与任何行动。至1870年的普法战争期间，法国的一支铁甲分舰队锚泊在但泽附近，宁芙号于夜间对闲置的舰只发动了突袭，却未能造成严重破坏。尽管如此，它的攻击还是让法国指挥官相信，其重型军舰在对德国港口的严密封锁中是没有用的，故此撤离。1871年，宁芙号启动在太平洋和东亚的长期海外部署；它到访了许多城市，并由时任舰长与各国政府进行贸易谈判。该舰一直在留在海外直至1874年中期，之后被改装成一艘培训见习水兵的教学舰。宁芙号在接下来的十年里都以此身份服役，期间多次开展通常是去往美洲的训练巡航。到1885年，该舰因舰况不佳而需要接受彻底重建，但由于改造成本太高，它遂于1887年7月21日正式从海军名录中除籍并沦为废船。宁芙号最终于1891年被出售，并在汉堡拆解报废。

## 设计
两艘宁芙级护卫舰是在普鲁士王国面临两次危机的背景下订购的。丹麦于1861年开始扩充其海军力量，普鲁士人担心倘若对方试图用武力解决石勒苏益格-荷尔斯泰因问题，规模较小的普鲁士舰队将绝望地处于劣势。同年3月，时任普鲁士海军部兼战争部长的阿尔布雷希特·冯·罗恩发布了一项舰队计划，要求除了大量其他舰种外，还需要十二艘蒸汽护卫舰，以便为可能与丹麦发生的冲突做好准备。第二次危机是普鲁士因罗恩扩大和改革普鲁士陆军的计划而引发的宪政危机，对他的普遍敌意导致普鲁士议会拒绝为海军计划拨款。尽管如此，普鲁士海军依然在没有合法预算的情况下运作，并于7月23日强行订购了两艘宁芙级舰只。该级舰的设计工作于1861年完成，并于次年开始动工。
宁芙号的水线长和全长分别为58.54米和64.90米，有10.2米的舷宽以及3.92米的前吃水和4.47米的后吃水；其设计排水量为1,085吨，满载时则可达1,202吨。标准船员编制为14名军官和176名水兵。该舰由英国约翰·佩恩父子公司生产的一台卧式两缸单胀往复式蒸汽机提供动力，用以驱动一副直径为3.64米的双叶螺旋桨。蒸汽则由两座燃煤箱型火管锅炉供应，这使得它在800匹指示馬力（600千瓦特）额定功率下的最高航速可达12節（22每小時），并且能够以相同的速度连续航行1,250海里（2,320）。为了在煤炭可能稀缺的海外长期部署时作为蒸汽机的辅助动力，宁芙号还配备有一套总帆面积为1,500平方米的全帆装索具。
宁芙号装备有十门36磅（1,100发）和六门12磅（720发）滑膛炮作为主炮，全数架设在舷侧。自1869年起，它们先是被十七门、后为十九门120毫米23倍径后膛式箍炮所取代。这些火炮共配备1,900发弹药，最大射程为5,900米。而在运用生涯后期担任教学舰期间，宁芙号的武器则仅保留为九门箍炮。

## 历史
订购宁芙号是由普鲁士海军于1861年自行决定的，当时五艘较大的阿科纳级护卫舰尚未完成交付。其龙骨于1862年1月25日开始在但泽的王国船厂铺设，并于同年7月23日根据海军部的命令确定了舰名。完工的舰体于1863年4月15日下水，至10月底完成海试。在试验过程中，当局发现普鲁士船员缺乏足够的经验来操作蒸汽推进系统，因此船用发动机的英国制造商约翰·佩恩父子公司的技术人员不得不留在舰上协助他们。宁芙号于11月25日交付使用，并被转移到斯维讷明德过冬，因为该港口不会像但泽那样长期保持冻结状态。此外，随着丹麦和普鲁士在石勒苏益格-荷尔斯泰因问题上的紧张局势加剧，向西部署可使宁芙号得以与驻扎在施特拉尔松德的炮舰合作。

### 普丹战争
1864年2月20日，即普丹战争（德称“第二次石勒苏益格战争”）爆发后不久，宁芙号在海军上尉赖因霍尔德·冯·维尔纳的指挥下正式入役。它加入了海军上校爱德华·冯·雅赫曼麾下的分舰队，其旗舰为盖甲板护卫舰阿科纳号。实力比普鲁士舰队强大得多的丹麦舰队立即宣布封锁普鲁士和其它德意志邦联在波罗的海与北海的港口。丹麦人开始在该地区扣押普鲁士商船，这促使普鲁士海军司令、海军上将阿达尔贝特亲王开始筹谋利用雅赫曼的分舰队突破封锁。到3月中旬，随着冰层逐渐消退，普鲁士舰艇已经做好了行动准备，阿达尔贝特亲王遂命令雅赫曼于3月16日对封锁部队进行侦察。两天前，一支由一艘风帆战列舰、一艘蒸汽巡防舰和两艘蒸汽护卫舰组成的丹麦分舰队，在海军少将爱德华·范·多库姆的率领下抵达斯维讷明德附近。阿科纳号和宁芙号在格赖夫斯瓦尔德周边巡逻，但天气很差，阵雪影响了能见度。而普鲁士的炮舰群在通报舰罗蕾莱号的引领下仍继续靠近斯维讷明德。至15:30左右，雅赫曼发现了三艘敌舰，但没有足够的时间在天黑前赶上它们。相反，雅赫曼返回斯维讷明德，打算第二天再试一次。

#### 亚斯蒙德海战

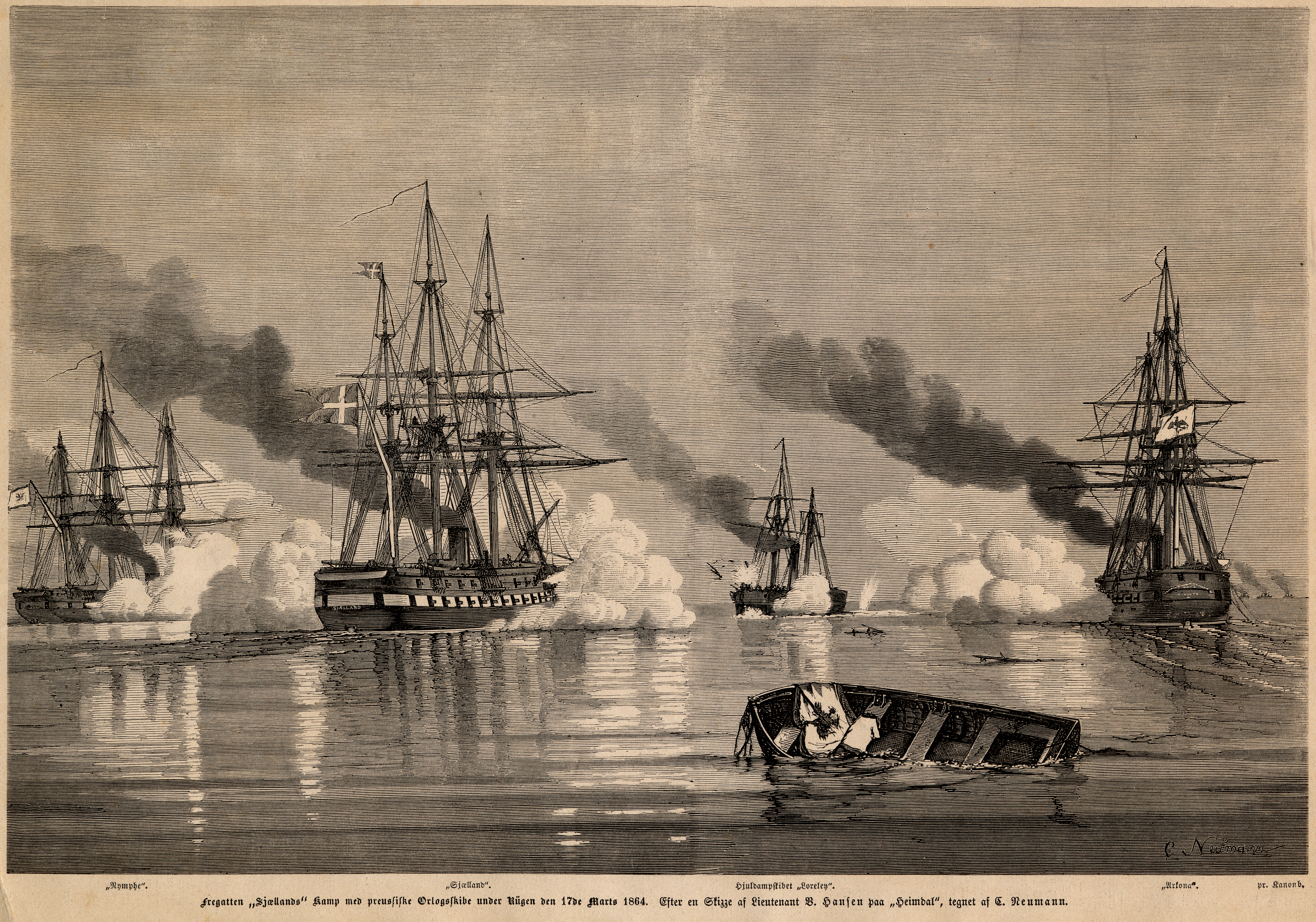
卡尔·诺伊曼绘画的行动场景，宁芙号居左

翌日，即3月17日早上07:30，雅赫曼率领他的舰群驶出奧得河口，开始向东航行。由于找不到任何丹麦军舰，普鲁士人转向西行，当他们接近格赖夫斯瓦尔德岛时，舰上的瞭望员于13:15左右发现西北方向冒出的烟雾。普鲁士人继续向吕根岛进发；至亚斯蒙德半岛外围，雅赫曼的舰群遭遇了多库姆的分舰队。在阿科纳号和宁芙号的领头下，普鲁士人转向与丹麦人交战；罗蕾莱号也加快速度与两艘护卫舰会合，而雅赫曼则把炮舰遣至吕根岛海岸，以便在那里可掩护其撤退。从更远的北方，多库姆正等待蒸汽巡防舰托登肖尔号的到来。
14:30，阿科纳号向丹麦巡防舰西兰号开火；几分钟后，当西兰号接近至1,500米范围内时，多库姆把他的旗舰转向右舷，开始向阿科纳号发射舷炮。在意识到丹麦分舰队的实力后，雅赫曼也把阿科纳号转向右舷。但他并未及时将撤退的决定通知宁芙号和罗蕾莱号的舰长，使他们继续向东航行了几分钟才遵从调动。此时，多库姆将火力转向宁芙号，并取得数次命中，包括击伤了它的烟囱，导致其一度需要降速。多库姆试图超越并切断宁芙号和罗蕾莱号与阿科纳号之间的联系，但宁芙号的船员们能够迅速管制损害，使该舰得以提高速度，尽管它仍继续受到攻击。
宁芙号和罗蕾莱号遭到追击的丹麦分舰队的猛烈火力攻击；至16:00，罗蕾莱号朝西驶向施特拉尔松德，多库姆放任其离开，因他更渴望继续追击护卫舰。双方继续互相攻击，直到16:45分左右才因射程过长而停火。18:00时，多库姆结束了追击并转身东去，让雅赫曼得以回到斯维讷明德。在战斗过程中，宁芙号的舰体被击中19次，索具被击中约50次，其舰载轻便划艇也被击落。尽管它是交战双方受损最严重的舰艇，但它却从未处于严重危险之中，全舰官兵亦只有两人阵亡，四人负伤。
在3月19日、4月9日和14日以及5月6日，雅赫曼又数次向波罗的海出击，但没有遇到任何丹麦舰艇。6月6日，宁芙号在斯维讷明德参加了为威廉一世国王举行的海上阅兵。雅克曼的分舰队于6月12日出发驶向皮劳，在那里停留了十天才返回。9月24日，宁芙号进入但泽的旱坞接受定期检修，至11月中旬则被转移到新整编的基尔海军基地过冬。

### 普奥战争及普法战争
1865年初，普鲁士海军决定派宁芙号护送炮舰海豚号前往地中海东部的君士坦丁堡担任驻地舰。两舰先是在森讷堡和维斯马进行短暂的训练巡航，为地中海之行做好准备后于8月6日启程。为了提高海豚号的耐波性，宁芙号负责搭载其150毫米舰炮，并在旅途中不时对炮舰实施拖曳。9月22日抵达爱琴海后，宁芙号才将火炮交还海豚号。随着与奥地利的紧张关系日益加剧，两艘舰于1866年3月奉命返回德国，这次海外部署被迫中断。当它们于7月中旬抵达格斯特明德时，普奥战争已经爆发，甚至已通过柯尼希格雷茨战役决出了胜负。尽管宁芙号被编入北海区舰队，但由于战争即将结束，它没有参与任何行动。区舰队于9月29日解散，宁芙号则回到格斯特明德，于1867年3月31日在当地新建的海军仓库停运。
直到1870年7月普法战争爆发，宁芙号才重新投运，被动员至此时的北德意志邦联海军。7月21日，它获派驻诺伊法瓦泽的防御工事，以保卫但泽。接下来的一个月，由三艘铁甲舰和一艘通报舰组成的法国北方分舰队在海军少将爱德华·布埃-维尧姆兹的指挥下，于8月21日18:00左右抵达但泽附近，并锚泊在但泽湾西端的普茨克湾。时任宁芙号的舰长、海军少校约翰内斯·魏克曼遂决定于翌日凌晨发动突然袭击。8月22日午夜，他出击并开始徐徐接近在锚地过夜的法国分舰队。1:15，宁芙号进入法国军舰的视距范围，并在距离法舰约1.5海里（2.8）处转向左舷，与敌分舰队交战。各方对行动细节的描述不尽相同；海军历史学家希尔德布兰德、勒尔和施泰因梅茨表示，宁芙号向法国铁甲舰忒提斯号发射了一枚舷炮，然后转向右舷再发射一枚舷炮，没有造成任何损害。但时任北德意志邦联舰队参谋长的阿尔弗雷德·施滕策尔在1899年的一份报告中指出，宁芙号是向布埃-维尧姆兹的旗舰监护者号发射了两枚舷炮，然后掉头逃逸，并由忒提斯号进行追击。无论如何，宁芙号成功逃脱了，法国舰群也不足以迅速起航追上它。至03:00，宁芙号已安全抵达诺伊法瓦泽的岸防工事后方。
布埃-维尧姆兹认为这次袭击表明大型铁甲舰无法在靠近海岸的地方有效使用，因此需要更小、吃水更浅的舰艇。于是，他将麾下的分舰队从但泽撤走，宁芙号通过对里克斯赫夫特的侦察证实了这一点。此时，北德海军司令部决定实施破交战策略，攻击大西洋上的法国商船。宁芙号被认为速度太慢，无法胜任此项任务，故而于8月25日停运，以便其船员可以换编至航速更快、即将于10月下旬入役的平甲板护卫舰奥古斯塔号舰上。

### 海外部署

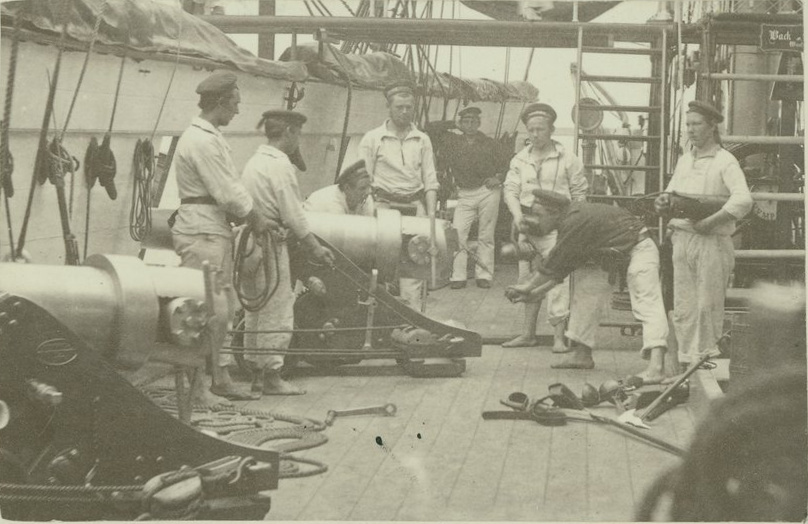
为宁芙号装弹（1872年）

宁芙号一直处于搁置状态直到普法战争结束。1871年6月1日，它在海军少校路易斯·冯·布兰克的指挥下重新投运，以轮替在战争期间被法国军舰封锁在日本的姊妹舰美杜莎号。宁芙号于7月25日离开基尔，先是经停考斯，并在那里拜访了英国王室。它于10月14日抵达巴西的里约热内卢，在当地停留两周之久。在此期间，该舰的部分船员在当地一家餐馆内与亲法的民众发生冲突；这些水兵被巴西警方逮捕，促使德国政府考虑派遣一个分舰队来强制释放他们。迫于海军部署的威胁，巴西当局释放了这些人，使宁芙号得以于10月27日继续航行。在经停南非期间，该舰有9名船员弃舰投身淘钻热潮；11月22日，为了防止其他人加入他们的行列，宁芙号在逃兵事件发生后迅速驶离了港口。
穿过印度洋后，宁芙号访问了澳大利亚的几个港口，然后向北航行进入大洋洲，成为德意志统一后第一艘到达南太平洋的德国军舰，并拜访了德国船舶从未涉足的几座岛屿。这其中包括1872年3月初在斐济的莱武卡，布兰克与当地谈判达成了一项保护协议，但遭到德国总理奥托·冯·俾斯麦的拒绝。3月15日，宁芙号抵达萨摩亚的阿皮亚，布兰克又在那里协助解决德国商人与岛上酋长之间的争端。该舰于月底离开这些岛屿，至4月20日抵达日本横滨，并与东亚驻地的另一艘护卫舰赫塔号会合。随后，宁芙号开始周游日本和俄国的港口，其中包括最近才对外国船只开放的日本名古屋，最后于12月25日在香港停靠。1873年3月，它出访新加坡，之后舰上的大部分官兵都生病了。宁芙号继而前往婆罗洲，执行德国政府对当地一家德国公司的经济赔偿要求。该舰随后访问了当时仍属于西班牙帝国版图的苏禄群岛的霍洛岛，当地苏丹贾马尔·阿扎姆要求与德国签署一份保护国协议，因为他希望宣布从西班牙独立出来。布兰克将这一请求转达柏林，但同样遭到俾斯麦的拒绝。
1873年4月11日，宁芙号返回新加坡，继而在暹罗的北榄抛锚；布兰克率领一支从舰上抽调的特遣队经陆路前往曼谷，在那里他们向暹罗国王朱拉隆功递交了德皇颁授的黑鹰勋章。宁芙号于5月16日离开新加坡，开始为德国有意在南海设立的加煤站进行调查。它勘测了阿南巴斯群岛，但发现这些岛屿是无法使用的，海南岛亦是如此，因为那里缺乏一个合适的港口。该舰还考察了舟山群岛，但当地同样没有可供使用的港口。宁芙号于10月10日离开中国水域前往横滨。在那里，布兰克着手筹备为德国海军和商船水手设立一家医院，该医院于1878年开业。9月12日，他接到返回德国的命令，遂率舰横渡太平洋到达美国旧金山，然后于1874年2月11日向南航行，绕过合恩角。在进入波罗的海时，该舰在朗厄兰岛附近触礁搁浅，不得不由两艘炮舰将它拉出。宁芙号于5月12日抵达基尔，八天后在当地停运。它就此成为第一艘完成环球航行的德国军舰，也是继菲内塔号之后第二艘达成该壮举的普鲁士军舰。

### 后续运用

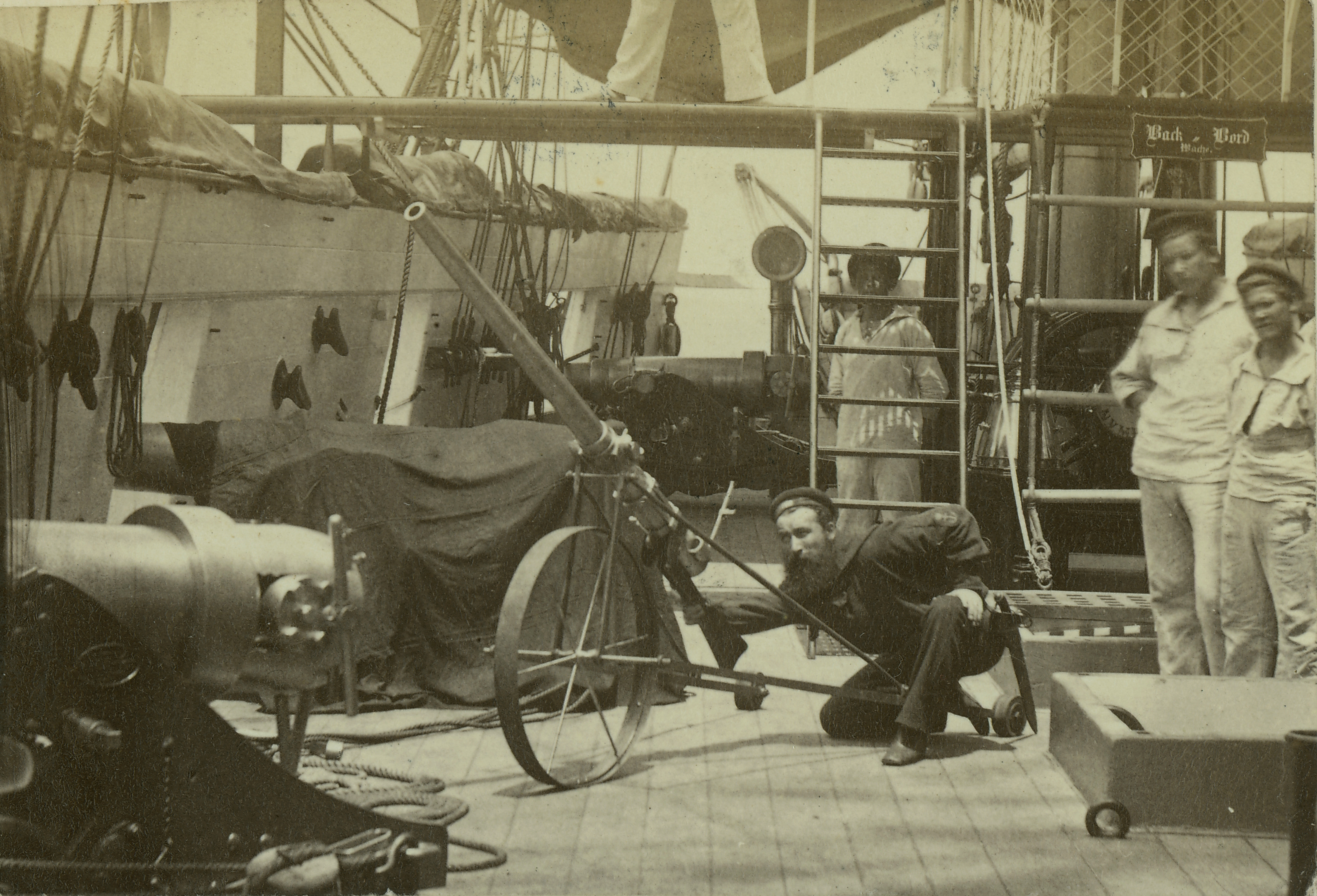
用于宁芙号舰上的

不久后，宁芙号便于1874年6月1日重新投运，用作见习水兵的教学舰。它先是与双桅横帆船温蒂妮号和蚊子号共同在波罗的海进行训练巡航，然后搭载普鲁士亲王腓特烈·卡尔前往丹麦哥本哈根和瑞典斯德哥尔摩开展国事访问。在9月19日参加完为德皇威廉一世举行的海上阅兵后，该舰被转移至但泽，并于10月15日停运接受大修。大修工程于1875年底结束，它于1876年4月1日重返现役，继续担任教学舰的职责。宁芙号随即启动一次前往美洲的大规模海外拉练，北至加拿大的哈利法克斯，南抵乌拉圭的蒙得维的亚。在乌拉圭逗留期间，该舰沿着乌拉圭河来到派桑杜，在当地为几年前遇刺的德国公使竖立起一座纪念碑，并以军葬礼节揭幕。它于1877年9月10日返回基尔，至27日就地停运。
宁芙号于1878年1月1日重新启用，投入新一年度的例行训练。它于7月中旬展开海外训练巡航，目的地与去年相同，但此番仅南下至里约热内卢。1879年1月，该舰在委内瑞拉的几个港口驻留，以保护该国动乱时期居住在那里的德国人。它还对内战各方进行了调解，并搭载委内瑞拉政府代表团从卡贝略港前往拉瓜伊拉，与那里的叛军进行谈判。随后，宁芙号被铁甲舰汉萨号接替，得以继续从事其训练巡航。它于9月12日返回基尔；六天后，当时任帝国海军部长的海军上将阿尔布雷希特·冯·施托施登舰视察时，宁芙号被突如其来的一阵狂风吹到了基尔军港附近的维克湾搁浅。施托施只得换乘另一艘船上岸，宁芙号则由两艘拖船拉出，将其移至但泽并按计划于9月30日停运，以便在帝国船厂更换新的锅炉系统。
1880年4月3日，宁芙号重新入役，首先循例在波罗的海进行训练巡航。它于7月12日开始海外拉练；在去程的途中至哥本哈根停留，并接受丹麦海军官员登舰参观。与往年不同的是，此次海外训练巡航主要局限于西印度群岛。宁芙号再次来到卡贝略港，并受到时任委内瑞拉总统安东尼奥·古兹曼·布兰科的登舰访问。在返回德国的途中，该舰则经停美国的汉普顿锚地，并在那里慰问了此前遇刺负伤的时任美国总统詹姆斯·艾布拉姆·加菲尔德的家人。它于1881年10月3日抵达但泽并停运。1882年4月1日，宁芙号获重新投运进行另一次训练巡航，这一年是去往地中海，以便在埃及的奥拉比起义期间加强德国在该地区的海军力量。它于7月15日从基尔启航，访问了黎凡特的几个港口，在克里特岛的苏达湾长时间驻留，并因船员中爆发伤寒疫情而不得不两度前往马耳他。第二次疫情爆发后，全舰官兵于12月底在瓦莱塔离舰，以便对舰只进行全面消毒。
直到1883年2月26日，宁芙号才再次恢复使用，继而访问了多个希腊港口，包括在比雷埃夫斯受到希腊国王乔治一世的登舰访问。然后，它开始了返回德国的航行，途中在葡萄牙的里斯本经停，接受另一位国王路易斯一世的登舰访问。该舰于9月6日抵达基尔，至当月29日就地停运。1884年4月1日，宁芙号最后一次投入帝国海军服役。它被重归类为“巡洋护卫舰”，但仍然司职见习水兵的教学舰，并于6月跟随主舰队参加了在波罗的海的例行训练。7月16日，它开始了另一次前往西印度群岛的大规模海外拉练，在此期间，该舰从1885年2月下旬到3月下旬在哥伦比亚的萨瓦尼亚停留。这是由于该国发生了威胁德国利益的革命，宁芙号有必要到场震慑。它于9月初返回德国参加了秋季练习舰队（Herbst-Übungsflotte，即公海舰队的早期形式）在北海和波罗的海举行的年度舰队演习，并在演习结束后于10月7日退役。此时，宁芙号已经损耗殆尽，若进一步使用则需要完全重建其木制舰体，因此它于1887年7月21日正式从海军名录中除籍，此后在基尔被用作机械师培训的废船，至1891年出售报废并在汉堡拆解。